# Гюлек, Касым
Касым Гюлек (тур. Kasım Gülek, 1905 — 19 января 1996) — турецкий государственный деятель.

## Биография
Родился в Адане, затем переехал в Стамбул. Там окончил Галатасарайский лицей и Роберт-колледж. После продолжил обучение за границей. Окончил Институт политических исследований во Франции и Колумбийский университет в США, где получил степень доктора философии в области экономики. После этого занимался исследованиями в Кембриджском и Берлинском университетах, был стипендиатом фонда Рокфеллера. Затем вернулся в Турцию.
Декан Колумбийского университета написал Ататюрку письмо, в котором высоко оценил способности Гюлека. Это привлекло к нему внимание и Ататюрк предложил Гюлеку стать членом Великого национального собрания. Он согласился и сделал успешную политическую карьеру, занимал посты министра общественных работ, министра связи, министра транспорта и вице-премьера.
Касым Гюлек был одним из лидеров Республиканской народной партии. В 1947 году он возглавил группу из 35 депутатов, требовавших проведения реформ и либерализации. Это событие получило название «Восстание 35». Выступление оказалось безрезультатным, но Гюлеку, а также ещё троим его соратникам позволили войти в состав правительства.
С 1950 по 1959 год занимал пост Генерального секретаря Республиканской народной партии — пост, на который он последовательно избирался 7 раз, каждый раз получая подавляющее большинство голосов. Будучи Генеральным секретарём РНП, буквально возродил раздавленную конкурентами партию из пепла, объехав всю Турцию и посетив практически каждую деревню в стране. Позднее был членом Консультативной Ассамблеи и Сената.
Помимо постов внутри страны, Гюлек также представлял Турцию на международной арене. Он был председателем Комиссии ООН по Корее, президентом Северо-Атлантической Ассамблеи, губернатором Атлантического института и вице-президентом парламентской ассамблеи Совета Европы.